# Terma
För servisen, se terma (servis), för den tibetanska termen, se gter ma
Terma A/S är ett danskt företag som har huvudkontor i Lystrup utanför Århus, och grundades 1944 av Orla och Svend Aage Jørgensen. Företaget tillverkade ursprungligen termometrar och stjärnföljare, men har successivt utvecklats till ett högteknologiskt företag med kunder inom försvaret och inom flygbranschen.